# Croxton Sillery Vale
Croxton Sillery Vale, britanski general, * 1896, † 1975.